# گروپمنت آئرین سنگال
گروپمنت آئرین سنگال (به انگلیسی: Groupement Aérien Sénégalais) یک شرکت هواپیمایی است. دفتر مرکزی گروپمنت آئرین سنگال در داکار، سنگال واقع شده‌است و قطب این شرکت هواپیمایی در فرودگاه بین‌المللی لئوپولد سدار سنگور قرار دارد.